# An Ode to Woe
 (février 2017).
Si vous disposez d'ouvrages ou d'articles de référence ou si vous connaissez des sites web de qualité traitant du thème abordé ici, merci de compléter l'article en donnant les références utiles à sa vérifiabilité et en les liant à la section « Notes et références ».
Albums de My Dying Bride
A Line of Deathless Kings
(2007) For Lies I Sire
(2009)
An Ode to Woe est le quatrième album live du groupe de doom metal/metal gothique britannique My Dying Bride, sorti en 2008.

## Présentation
Le coffret comprend un CD et un DVD du live enregistré à Amsterdam pendant la mini-tournée du groupe pour l'album A Line of Deathless Kings.
L'ensemble marque la deuxième sortie d'un CD live par le groupe, et la troisième sur DVD.
À l'origine, le spectacle est diffusé par le site Fabchannel.com (en).
An Ode to Woe est la première réalisation de My Dying Bride à présenter Lena Abé à la basse et Dan Mullins à la batterie, ainsi que la première sortie à ne pas présenter le bassiste Adrian Jackson (en) depuis Symphonaire Infernus Et Spera Empyrium (1991).

## Liste des titres
| 1.    | To Remain Tombless               | 7:43 |
| 2.    | My Hope, the Destroyer           | 5:45 |
| 3.    | For You                          | 6:41 |
| 4.    | The Blue Lotus                   | 6:33 |
| 5.    | Like Gods of the Sun             | 5:21 |
| 6.    | Catherine Blake                  | 6:18 |
| 7.    | The Cry of Mankind               | 6:08 |
| 8.    | The Whore, the Cook & the Mother | 5:42 |
| 9.    | Thy Raven Wings                  | 5:22 |
| 10.   | The Snow in My Hand              | 7:10 |
| 11.   | She Is the Dark                  | 7:59 |
| 12.   | The Dreadful Hours               | 7:28 |
| 78:08 |                                  |      |

DVD
Les titres et durées des pistes no 1 à no 11 sont identiques sur le CD et le DVD.
| 12.   | The Dreadful Hours | 12:55 |
| 13.   | The Forever People | 5:28  |
| 89:03 |                    |       |

## Membres du groupe
- Aaron Stainthorpe : chant
- Andrew Craighan (en) : guitare
- Hamish Glencross (en) : guitare
- Lena Abé : basse
- Dan Mullins : batterie, percussion
- Sarah Stanton : claviers